# Wilhelm Mauritz Pauli (1730–1800)
Wilhelm Mauritz Pauli, född 5 december 1730, död 11 augusti 1800, var en svensk militär.

## Biografi
Pauli var militär i fransk tjänst 1751–1765 och blev major 1770, 1776 överstelöjtnant och 1785 överste. Han var sekundchef för Västmanlands regemente 1780–1785 och ordinarie chef för Västerbottens regemente 1785–1791. År 1790 blev Pauli generalmajor för att senare samma år bli generallöjtnant och förste stallmästare 1791. Han var amatörviolinist och medlem av Utile Dulci. Pauli invaldes som ledamot nummer 34 av Kungliga Musikaliska Akademien den 4 april 1772.
Wilhelm Mauritz Pauli var ett av elva barn till Wilhelm Mauritz Pauli (1691–1758).